# 阿缇塔亚·奎可
阿缇塔亚·奎可（羅馬化：Atitaya Craig，1999年6月13日—），小名Claudine，是一名泰國女演员。代表作品有《荷尔蒙3》。